# صوفيا لومباردو
صوفيا لومباردو (بالإيطالية: Sophia Lombardo)‏ هي ممثلة إيطالية، ولدت في 14 سبتمبر 1955 بروما في إيطاليا.

## وصلات خارجية
- صوفيا لومباردو على موقع IMDb (الإنجليزية)
- صوفيا لومباردو على موقع قاعدة بيانات الفيلم (الإنجليزية)